# Malika Zarra
Malika Zarra (Ouled Teima, ...) è una cantante, compositrice e produttrice discografica marocchina naturalizzata statunitense.
Attualmente vive a New York dove compone la sua musica in lingua araba, berbera, francese e inglese.

## Biografia
Zarra è nata a Ouled Teima da madre berbera di Alto Atlante e padre di Tata. La sua famiglia si trasferì a Parigi quando lei era giovane. A scuola studiò il clarinetto. Si interessò ben presto alla musica jazz in quanto molto simile alla musica tradizionale araba per quanto riguarda l'importanza dell'improvvisazione. Infine, studiò nei conservatori di musica jazz di Tourse Marseilles.
Durante la sua parentesi parigina fa le sue prime apparizione musicali al Jazz à Saint-Germain-des-Prés Paris, al Sunside/Sunset e al Cité de la Musique. Incomincia ad attirare l'attenzione cantando classici jazz tradotti in arabo.
In seguito si trasferisce negli Stati Uniti, dove pubblica il suo primo album On the Ebony Road sotto l'etichetta discografica CD Baby. Nel 2010 firma un contratto discografico con la Motéma Music e nel 2011 pubblica il suo secondo album Berber Taxi.

## Musica
La musica di Zarra è influenzata dalla musica tradizionale berbera, gnawa, dal genere Chaabi, dalla musica tradizionale francese, jazz, house, funk, dance e dalla musica tradizionale africana. Tra le influenze di specifici artisti si annoverano Hajja Hamdaouia, Rais Mohand, Farid al-Atrash, Umm Kulthum, Warda Al-Jazairia, Ella Fitzgerald, Bobby McFerrin, Thelonious Monk, Stevie Wonder e Aretha Franklin.

## Discografia
- On the Ebony Road (2006)
- Berber Taxi (2011)

### Con Mycale
- Mycale: Book of Angels Volume 13 (2009)

### Come ospite
- John Zorn - Nova Express (2011)
- Marcin Wasilewski Trio - Faithful (2011)
- Amy Lee - Aftermath[3] (2014)